# Daisy Marie
Daisy Marie (Glendale, Kalifornia, 1984. február 6. –) mexikói és filippínó származású, amerikai pornószínésznő.

## Élete, munkássága
Glendale-ben született, Kaliforniában, majd az Oregon állambeli Salemben nőtt fel. Mexikói apja sikeres bokszoló, nehézsúlyú bajnok volt.
2002-ben, tizennyolc évesen kezdett el pornófilmekben szerepelni, azóta pedig már több mint 330 pornográf filmben játszott. Howard Stern 2002-es életrajzi filmjében is látható, 2005-ben pedig szerepet kapott 50 Cent, Disco Inferno dalának videóklipjében. A Playboy TV-n futott Jenna's American Sex Star realityben döntőig jutott.

## Tetoválása
Hátára egy kerubot tetováltatott. A Bibliában a kerubok őrzik az Édenkertet.

## Díjak
- 2004 AVN-díj jelölt – Best New Starlet
- 2004 AVN-díj jelölt – Best Three-Way Sex Scene, Video – Hot Bods & Tail Pipe 26
- 2007 AVN-díj jelölt – Best Solo Sex Scene – Barely Legal School Girls
- 2007 AVN-díj jelölt – Most Valuable Starlet
- 2007 AVN-díj jelölt – Best Sex Scene Coupling, Video – Aphrodisiac
- 2008 AVN-díj jelölt – Best Threeway Sex Scene – Facade
- 2008 AVN-díj jelölt – Best All-Girl Sex Scene, Video – Evilution 3
- 2009 AVN-díj jelölt – Best Tease Performance – Touch Me